# 김용재 (희극인)
김용재는 대한민국의 배우며 감독이다.

## 학력
- 연세대학교 독어독문학과